# Gorizont 4
O Gorizont 4 (também conhecido por Gorizont 15L) foi um satélite de comunicação geoestacionário soviético da série Gorizont construído pela NPO PM. Ele esteve localizado na posição orbital de 14 graus de longitude oeste e era operado pela RSCC (Kosmicheskiya Svyaz). O satélite foi baseado na plataforma KAUR-3 e sua expectativa de vida útil era de 3 anos.

## Lançamento
O satélite foi lançado com sucesso ao espaço no dia 14 de julho de 1980, por meio de um veículo Proton-K/Blok-DM-2, lançado a partir do Cosmódromo de Baikonur, no Cazaquistão. Ele tinha uma massa de lançamento de 2.300 kg.

## Capacidade
O Gorizont 4 era equipado com 6 transponders em banda C e um em banda Ku.